# ヨタ (料理)

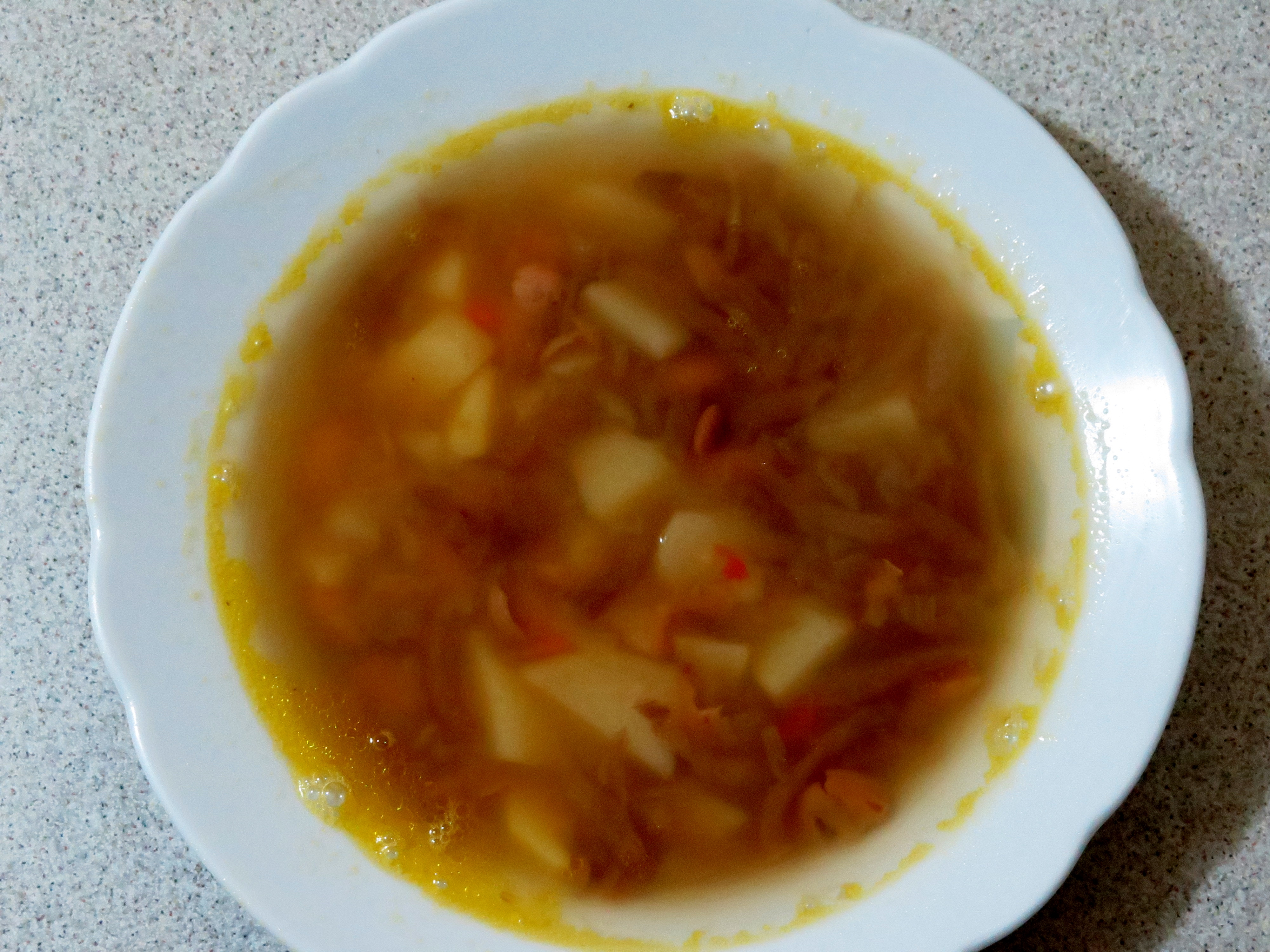
ヨタ

ヨタ（Jota）は、スロヴェニアやクロアチアやイタリアのイストラ半島地域を代表する煮込み料理。豆や野菜を煮込んでサワークリームをかけて出される。
豆、ザワークラウト、カブの酢漬け、ジャガイモ、豚肉を煮込んでサワークリームをかけて出される。またはポーク・スクラッチングをかけることもある。
イストラ半島で、ヨタは普通ポレンタとともに食べられる。冬には、温めて食べられるが、夏には冷たくして食べられる。
ヨタはフリウリ語の「ヨテ」から来て、そして「ヨテ」はガリア語の「ユッタ」から来た。「ユッタ」という言葉は「スープ」の意味がある。